# Enteridium lycoperdon
Enteridium lycoperdon es un mixomiceto de la familia Reticulariaceae localizable sobre troncos y cortezas muertas de especies arbóreas. Su momento de aparición es en otoño y comienzo del invierno.

## Morfología
Es una especie de masa globosa y pulviniforme de unos 2 a 6 cm de tamaño. presenta un color blanco muy claro que con el tiempo se oscurece a tonos agrisados o marronáceos. Presenta esporas globosas de unas 8-10 µm de diámetro.

## Hábitat
Fructifica sobre restos vegetales de árboles y arbustos, preferentemente muertos, con condiciones de humedad altas, cerca de corrientes fluviales como ríos o arroyos.

## Comestibilidad
Carece de valor culinario. en algunas regiones de México como el estado de Veracruz se consumen fritos.